# Третьяков, Владлен Дмитриевич
Владлен Дмитриевич Третьяков (1932 — ?) — разработчик вооружений, дважды лауреат Государственной премии СССР (1970, 1978).
В 1956 году окончил МВТУ им. Н. Э. Баумана (Кафедра СМ-4 (Высокоточные летательные аппараты), специальность «Боеприпасы и взрыватели»),
Работал в НПО «Базальт» (до 1966 г. ГСКБ-47, до 1981 г. ГСКБП), в 1972—1992 гг. главный конструктор.
Под его руководством разработаны и сданы на вооружение новые авиационные боеприпасы, боевые части ракет и средства ближнего боя.
Государственная премия СССР 1970 года в области науки и техники (Постановление ЦК КПСС и СМ СССР от 5 ноября 1970 г. № 801 — за разработку комплекса химических боеприпасов и конвейерно-автоматизированных линий для их снаряжения высокотоксичными веществами. Получатели — З. С. Айнбиндер, М. К. Баранаев, З. И. Бродский, И. М. Габов, П. С. Демиденко, Ф. В. Козлов, В. Е. Колесников, Г. А. Талдыкин, В. Д. Третьяков, В. Н. Фетисов, Б. И. Фомичев, Л. А. Ханин).
Государственная премия СССР 1978 года в области науки и техники.